# Aglandjia
Aglandjia (em grego:  Αγλαντζιά) é uma cidade localizada no distrito de Nicósia, com população de 20,783 habitantes pelo census de 2011.